# دانشکده پزشکی شاهرود
دانشکده پزشکی دانشگاه علوم پزشکی شاهرود یکی از دانشکده‌های پزشکی ایران وابسته به دانشگاه علوم پزشکی شاهرود در شاهرود است. این دانشکده در سال ۱۳۸۵ بنیانگذاری شد و دارای ۲ بیمارستان آموزشی است.

## تاریخچه
دانشکده پزشکی شاهرود در سال ۱۳۸۵ بنیانگذاری شد. هم‌اکنون ریاست این دانشکده را میثم یکه سادات برعهده دارد.